# Tsuruta Junichi
Junichi Tsuruta (sinh ngày 28 tháng 9 năm 1971) là một cầu thủ bóng đá người Nhật Bản.

## Sự nghiệp câu lạc bộ
Junichi Tsuruta đã từng chơi cho Shimizu S-Pulse.